# Copa de la República 1932
Třicátý druhý ročník Copa de la República (španělského poháru) se konal od 10. dubna do 19. června 1932 za účasti 28 klubů.
Trofej získal již podevatenácté ve své historii a obhájce minulých dvou ročníku Athletic Bilbao, který porazil ve finále 1:0 FC Barcelona.